# Sigismund Bachrich
Sigismund Bachrich (Zsambokrét, (Hongria), 23 de gener, 1841 - Grimmenstein o a Viena (Àustria), 16 de juliol, 1913), també conegut com Sigmund Bachrich o Siegmund Bachrich, va ser un compositor, violinista i violista hongarès d'origen jueu.
Va començar l'estudi del violí al Conservatori de Viena de 1851 a 1857 amb Joseph Böhm, institució de la qual es va graduar el 1857. Després va acceptar un càrrec de director en un teatre de Viena i quatre anys. Després va anar a París, on va ser mestre de capella al Théâtre Lyrique de París de 1866 a 1869. Aquí es va veure obligat a lluitar, primer com a líder d'una petita orquestra, després com a periodista i finalment com a apotecari.
A la seva tornada a Viena va tocar la viola al Quartet Helmesberger, organització amb la qual va romandre associat durant dotze anys. També es va incorporar a la Filharmònica de Viena com a violista, romanent-hi fins al 1899. Va ser professor al Conservatori de Viena fins al 1894. Es va unir al Quartet Rosé el 1890.
Les seves memòries es van publicar pòstumament, l'any 1914, sota el títol "!Aus verklungenen Zeiten; Erinnerungen eines alten Musikers".

## Obres seleccionades
Escena
- Muzzedin, Òpera (1883)
- Heini von Steier, Òpera en 1 acte (1884); llibret de Hugo Wittmann
- Sakuntala, Ballet (1884)
- The Fox Major, opereta (1889)
- La llar i les flames de l'amor, opereta
- El paradís de Mahomed, opereta

Música de cambra
- Impromptu per a violí i piano (1862)
- Al poble, Idil·li per a violí i piano (1864)
- 5 peces per a violí i piano, op. 4 (1869)
- Suite per a violí i piano, op. 7 (1872)
- "Capriccio, Madrigal i Mazurka" per a violí i piano (1881)
- 5 petites peces de personatges per a violí i piano (1889)

Piano
- Fuscher-Tänze, Ländler per a piano a 4 mans, op. 10 (1872)
- Fuscher-Tänze (Neue Folge) per a piano a 4 mans (1878)
- Des dels Alps, Danses de l'Alta Àustria per a piano a 4 mans (1881)

Veus
- 6 Cançons per a veu i piano, op. 5 (1872)
- 5 cançons antigues alemanyes del segle XVI per a veu i piano, op. 14 (1873)